# Neobrachypterus melanocephalus
Neobrachypterus melanocephalus är en skalbaggsart som beskrevs av Josef Jelínek 1979. Neobrachypterus melanocephalus ingår i släktet Neobrachypterus och familjen kullerglansbaggar. Inga underarter finns listade i Catalogue of Life.